# Дитценроде-Фаттероде
Дитценроде-Фаттероде (нем. Dietzenrode-Vatterode) — община в Германии, в земле Тюрингия. 
Входит в состав района Айхсфельд. Подчиняется управлению Удер.  Население составляет 140 человек (на 31 декабря 2010 года). Занимает площадь 5,77 км².